# Château d'Auberville (Joganville)
Le château d'Auberville , ou la Cour d'Auberville ou la Porte d'Auberville, est une demeure fortifiée, du XVIe siècle, qui se dresse sur le territoire de la commune française de Joganville, dans le département de la Manche, en région Normandie.

## Localisation
Le château est situé à 700 mètres au nord-ouest de l'église Saint-Vigor de Joganville, dans le département français de la Manche.

## Historique
Vers 1848, Auberville est acquis par le comte de Pontgibaud.
Lors du débarquement de Normandie, c'est la 746e compagnie de chars US qui s'empara du manoir d'Auberville.
En 1982, la propriété était la possession de la famille de Pracontal.

## Description

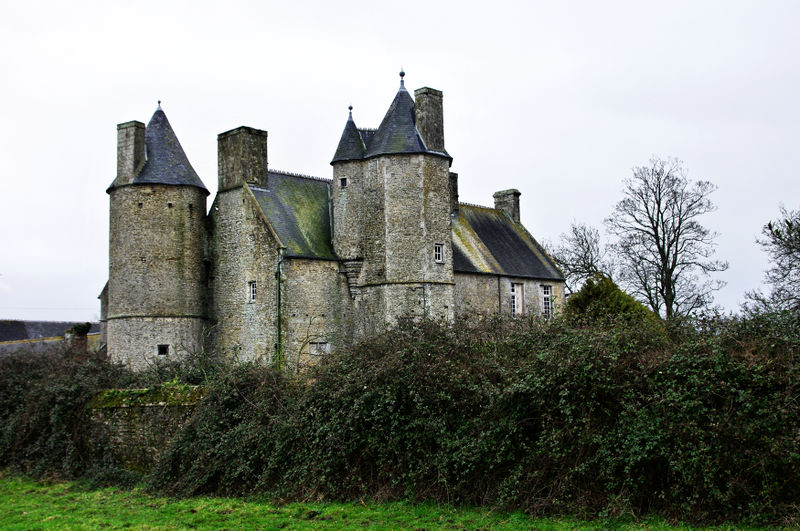
La façade arrière.

Le logis, entouré de vastes communs, présente une grosse tour ronde, engagée près de son entrée, et sur son arrière une autre tour polygonale flanquée d'une échauguette. La porte, datée du XVIIe siècle, précédée d'un perron, est richement sculptée.
Le château s'éclaire dans sa partie la plus ancienne (XVIe) par des jours rares et petits. La grosse tour ronde avec sa toiture pointue, flanquée d'un contrefort épais, défendant l'entrée de la façade intérieure, est cerclée, au tiers de sa hauteur, d'un chaînage à boudin.
À l'arrière du logis se dresse en son milieu, une grosse tour polygonale comportant sur chaque pan coupé un décor en harpe. Une longue échauguette, à la hauteur du toit du logis, qui prend assise sur un culot très fin lui est accolée. L'ensemble est complété par une aile, repercée au XVIIIe de larges fenêtres.
L'appareillage régulier du soubassement, des allèges et des souches de cheminée, ainsi que les fines moulurations qui décorent quatre grandes fenêtres (dont deux ont conservé leurs meneaux) et quatre jeux de petites fenêtres jumelles témoignent d'une architecture soignée.
Côté cour, le logis se présente comme une longue façade, haute d'un étage, sur un rez-de-chaussée surélevé. Au rez-de-chaussée, sur la droite, on peut voir une fenêtre à meneaux dont les socles sont finement travaillés et dont les parties hautes forment des encadrements à lignes multiples. Elle est surmontée, à l'étage, d'une fenêtre plus petite mais d'un dessin analogue.
Au-dessus du perron droit on peut voir l'une des plus belles portes de la région, datant sans doute du début du règne de Louis XIV. Elle est encadrée par deux pilastres aux éléments rectangulaires plats et réguliers surmontés par deux fortes consoles décorées d'acanthe et de fleurs soutenant un entablement débordant dans lequel s'encadre un manteau à trois clefs de voûte dont celle du centre est décorée de deux branches de laurier croisées.
Au-dessus de l'entablement se trouve un très riche décor : dans un ovale, des armes bûchées à la Révolution et illisibles, elles sont surmontées par un heaume à larges panaches. Ce décor est entouré de deux courtes colonnes cannelées sur lesquelles descendent deux consoles décorées d'un fin cordon de grains auxquelles s'attachait autrefois une guirlande de feuilles de laurier de nos jours très abîmée. Deux petits supports en « S » lui sont accolés de chaque côté. Le tout est surmonté par un petit fronton triangulaire, décoré de trois petites urnes à chaque angle.

Concernant la porte, M. Remy Villand a écrit : 

« Soit à la fin du XVIe siècle soit au début du XVIIe, une porte monumentale assez spectaculaire a été ajoutée, dont la qualité surprend. Les divers motifs décoratifs qui l'ornent se retrouvent dans les grandes œuvres architecturales de la seconde moitié du XVIe siècle. De même que les portes du manoir de Graffard à Barneville ont été copiées en 1574-1575 sur le Livre extraordinaire de Sébastien Serlio, dont la première édition parut à Lyon en 1551, de même la porte d'Auberville a pu être inspirée par une ou plusieurs planches d'ouvrages d'architecture de cette époque, au bout d'une période plus ou moins longue. On peut, par exemple, comparer cette œuvre à une porte de Philibert Delorme pour les Tuileries, dessinée par Androuet du Cerceau et reproduite par Louis Hautecœur »

— Remy Villand, Histoire de l'architecture classique, t. 1er, vol. 2, 1965, p. 365, fig. 128.

## Pour approfondir